# متحف النماص
متحف النماص أحد متاحف منطقة عسير النماص، يقع المتحف في الحي القديم ويجاوره عدد من القصور والحصون الأثرية القديمة ذات التصاميم الإبداعية، ويعود بناؤه لأكثر ن 250 عام. يحتوي المتحف على كل مايتصل بتراث المنطقة، كما يحتوي على أكثر من 2000 قطعة أثرية. ففي الدور الأول نجد كل الأدوات الزراعية التي كان يستخدمها الأهالي قديما كما يضم نموذجاً للبئر القديمة وطرق استخراج الماء منها بالطرق التقليدية وأما الدور الثاني يحتوي على الأدوات المنزلية المستخدمة قديماً، ويضم بعض الأجهزة مثل الهاتف، والمكواة والتلفاز.
أمّا الدور الثالث فيحتوي على الأسلحة القديمة كالبنادق والرماح والجنابي بجميع أنواعها ورؤوس وقرون الصيد الوعول والغزلان، وهناك قسم لأنواع العملات السعودية والأجنبية الورقية والمعدنية، أما الدور الرابع والخامس فيحتويان على حلي النساء وأدوات الزينة للمرأة في اليد وفي الأذن وجميع أنواع الملابس النسائية القديمة كما أن بالمتحف ركنا للأحجار ذات النقوش الحجرية والتي يرجع تاريخ أقدمها إلى القرن الثالث الهجري والعديد من المخطوطات والوثائق القديمة.

## وصلات خارجية
- متحف النماص الأثري.. حكاية على كل لسان.
- ما لا تعرفه عن متحف النماص بعسير.